# Contea di Butte (Idaho)
La contea di Butte (in inglese Butte County) è una contea dello Stato dell'Idaho, negli Stati Uniti. La popolazione al censimento del 2000 era di 2 899 abitanti. Il capoluogo di contea è Arco.

## Geografia
La contea si trova centro sud-est dello Stato. I fiumi principali, che scorrono nel centro-nord, sono il Little Lost River e il Big Lost River. La parte settentrionale ospita alcune catene montuose, (qui si trova parte della Foresta nazionale di Caribou-Targhee, mentre a sud si estende una zona desertica nella pianura del fiume Snake. In particolare, a sud-ovest il territorio ospita parte del Monumento e riserva nazionale Craters of the Moon. A sud-est si innalza il Big Southern Butte.

### Contee confinanti
- Contea di Lemhi - nord
- Contea di Clark - nord-est
- Contea di Jefferson - est
- Contea di Bingham - sud-est
- Contea di Blaine - sud/sud-ovest
- Contea di Custer - nord-ovest

## Storia
La contea fu fondata nel 1917 e deve il suo nome ai butte che si ergono nella pianura del fiume Snake.

## Comuni

### Cities
- Arco (capoluogo)
- Butte City
- Moore